# Switchback (film)
Switchback är en amerikansk action-thriller från 1997 i regi av Jeb Stuart med Danny Glover och Dennis Quaid i huvudrollerna. Filmen hade Sverigepremiär den 31 januari 2001.

## Handling
I över ett års tid har FBI-agenten Frank LaCrosse jagat seriemördaren Bob Goodall genom hela USA utan att lyckas få tag på honom. När Goodall kidnappar LaCrosses son Andy blir LaCrosse bortkopplad från fallet, eftersom hans överordnade tror att den senaste utvecklingen skulle minska LaCrosses objektivitet. LaCrosse är dock fast beslutsam på att fånga mördaren så han tar hjälp av en småstadspolis för att fortsätta sin utredning. LaCrosse hittar en kalender som han tror tillhör mördaren där ett datum är markerat. LaCrosse tror att det är när mördaren har tänkt sig att slå till igen och har två dagar på sig.

## Om filmen
Filmen spelades in i bland annat i Pinecliffe, Colorado samt i Los Angeles och Oakland i Kalifornien.

## Rollista
- Ian Blake Nelson - Andy LaCrosse
- R. Lee Ermey - Sheriff Buck Olmstead
- Walton Goggins - Bud
- Ted Levine - Nate Booker
- Louis Schaefer - Sim
- William Fichtner - Jack McGinnis
- Jared Leto - Lane Dixon
- Danny Glover - Bob Goodall
- Gregory Scott Cummins - Rick
- Tommy Puett - Ben
- Dennis Quaid - Frank LaCrosse